# Joseph Massad
Joseph Andoni Massad (em árabe: جوزيف مسعد) é um acadêmico jordaniano especializado em estudos do Oriente Médio, que atua como professor de Política Árabe Moderna e História Intelectual no Departamento de Estudos do Oriente Médio, Sul da Ásia e África na Universidade de Columbia. Seu trabalho acadêmico tem se concentrado no nacionalismo palestino, jordaniano e israelense.
Massad nasceu na Jordânia em 1963 e é descendente de cristãos palestinos. Ele recebeu seu Ph.D. em ciência política pela Universidade de Columbia em 1998. Ele é conhecido por seu livro Desiring Arabs, sobre representações do desejo sexual no mundo árabe.

## Livros
- Massad, Joseph A. (15 de outubro de 2001). Efeitos coloniais: a construção da identidade nacional na Jordânia. Nova York, NY: Columbia University Press. ISBN 0-231-12322-1. LCCN 2001028017.
- Massad, Joseph A. (2006). A Persistência da Questão Palestina: Ensaios sobre o Sionismo e os Palestinos. Londres: Routledge. ISBN 0-415-77010-6.
- Massad, Joseph A. (15 de junho de 2007). Desejando árabes. Chicago, IL: University of Chicago Press. ISBN 9780226509587.
- Massad, Joseph A. (1 de janeiro de 2015). Islam in Liberalism (Islã no Liberalismo). Chicago, IL: University of Chicago Press.